# Veles (Macedônia do Norte)
Veles (em macedônio: Велес; Turco: Köprülü; Grega: Βελεσά Velesa) é uma cidade situada no Centro Geográfico da Macedônia do Norte às margens do rio Vardar. Sua população é de 55.108 habitantes.

## Nome
A cidade é denominada pelo nome do deus eslavo Veles. Depois da Segunda Grande Guerra e passou a se chamar Titov Veles em homenagem ao presidente iugoslavo Josip Broz Tito, mas o Titov foi eliminado quando da independência do país.

## História
A atual população descende de um povo que esteve vivendo na cidade por milênios, porém uma população considerável aí existe somente depois da presença dos peônios, que a fizeram como sua capital, com o nome de Bylazora.

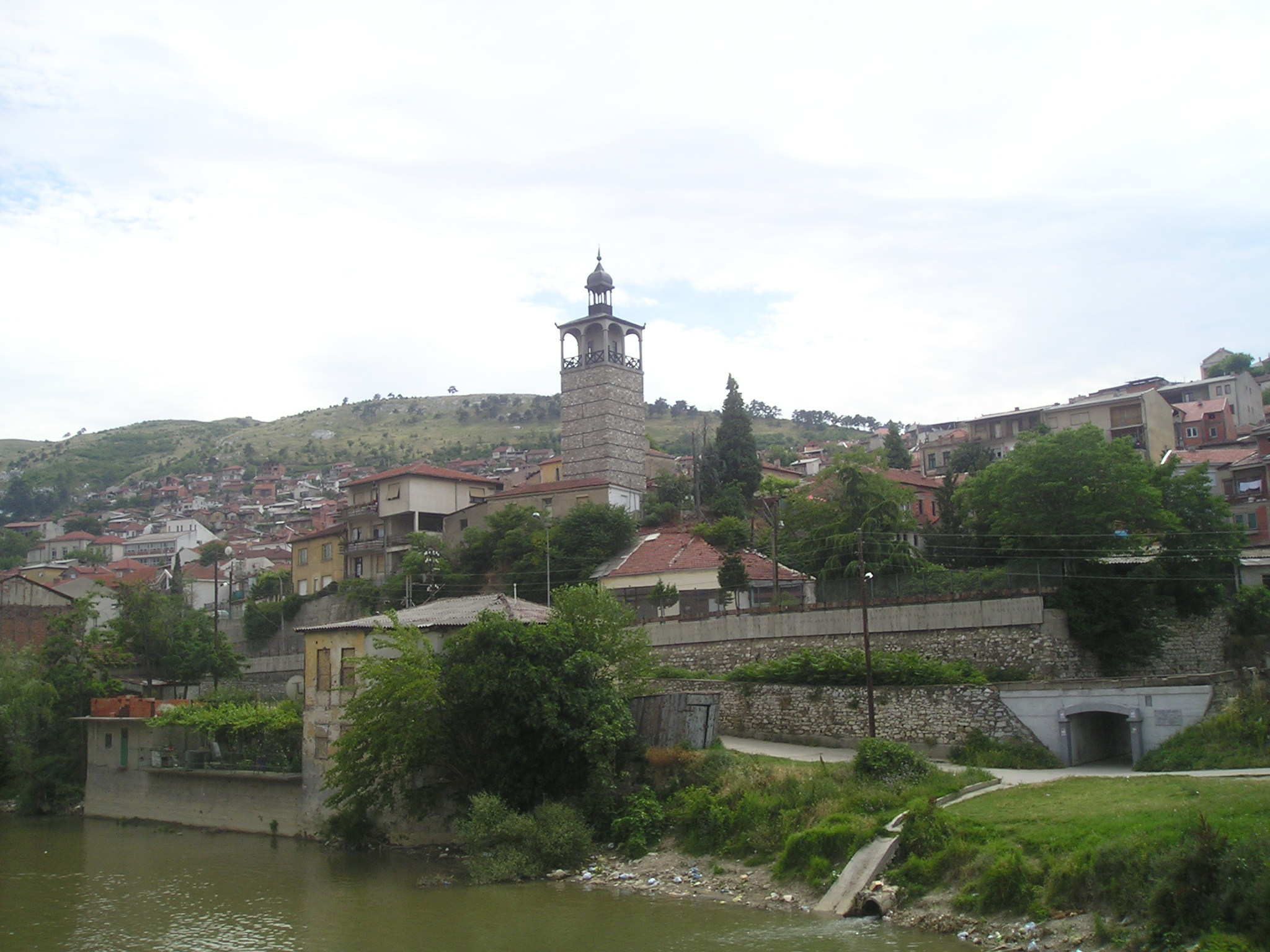
Torre do Relogio do Veles

## Características
Veles é tida como a cidade da poesía, cultura, história e tradição, com um abundante patrimônio cultural, com velhas igrejas centenárias.

## Cidades irmãs
- Slobozia
- Pula